# Odnos glagoljice i ćirilice
Odnos glagoljice i ćirilice je složeno pitanje o kojem postoje različita mišljenja.

## Pitanje prvenstva ćirilice i glagoljice
Problem prvenstva ćirilice i glagoljice još nije razriješen. Ne postoji značajna vremenska razlika u datiranju spomenika, i ćirilićni i glagoljični javljaju se u otprilike isto vrijeme u posljednja dva desetljeća 9. stoljeća. Uglavnom se svi slažu oko činjenice da je glagoljicu stvorio Konstantin Ćiril, ali to opet nije dokaz o starosti glagoljice (primjerice, Emil Georgiev priznaje Konstantinu autorstvo, ali opet tvrdi da je ćirilica starija).
Osim datiranja, pokušavalo se objasniti i time koje se pismo ugledalo u koje. No opet, nemoguće je reći je li se ćirilica ugledala u glagoljicu i potom pojednostavnila i stilizirala elemente kao grčku uncijalu ili se pak glagoljica ugledala u ćirilicu i stilizirala te ukrasila elemente. Josip Hamm tvrdi da bi glagoljica podsjećala na grčku uncijalu da se ugledala u ćirilicu, a Emil Georgiev govori da ćirilica preuzete grafeme ne mijenja (usp. grafeme iz grčkog alfabeta) te da to isto ne bi činila i s glagoljičnim grafemima.
Razlike su se tražile i u brojevnom sustavu. U glagoljici prvih devet slova označavaju jedinice, sljedećih devet desetice, zatim stotice, a potom slovo č tisuću. Nikolaj Trubeckoj pretpostavlja da je u protoglagoljici sljedećih devet grafema stajalo na mjestu tisućica. Ćirilica se pak držala grčkog alfabeta, stoga su brojevne vrijednosti razmiješane, slavenska slova ili nemaju brojevne vrijednosti (b, ž, št, š, y, ĕ, ь, ъ) ili su ih preuzele zbog sličnosti s nekim grafemima grčkog alfabeta (č, ę), a također je imala i episemone, grafeme koji su u alfabetu služili samo za bilježenje brojeva. Svejedno, ti argumenti govore samo o pitanju autorstva, ali ne i o pitanju prvenstva.
Danas se kao argumenti starosti glagoljice navode sljedeći razlozi, premda sama struka nije usuglašena oko pitanja prvenstva koje nije riješeno:
- spomenici pisani glagoljicom arhaičniji su od ćiriličnih
- javljaju se pogreške pri prepisivanju iz glagoljskih matica, što bi govorilo da su glagoljični tekstovi stariji (usp. u Savinoj knjizi ǫzoikomъ umjesto ǫzykomъ, pogreška je shvatljiva zbog sličnosti glagoljskog grafema jery s ćiriličnom kombinacijom oi)
- sačuvani su palimpsesti, pergamene s kojih je skinut jedan dio, a potom napisan drugi. Skinuti je dio pročitan modernim analizama i tehnološkim napretkom, a najčešće je on glagoljički. No opet, moramo paziti jer su tekstovi opet nastali u blisko vrijeme.
- Traktat Crnorisca Hrabra O pismenima govori da je Konstantin Ćiril stvorio novo pismo, a da su se slavenske riječi pokušavale bilježiti grčkim slovima "bez ustrojenja"